# La Motte (Jersey)
La Motte (también conocida en inglés como: Green Island) es una isla en la parroquia de San Clemente (parish of St Clement) en la costa sureste de Jersey.
Está situada cerca de la orilla del mar y es accesible en marea baja, pero los visitantes de la isla viajan cuidado para no quedar aislados por la marea. La isla tiene una superficie cubierta de hierba y con la presencia de barro rodeado de rocas. En los últimos tiempos se han hecho esfuerzos para preservar la isla con la construcción de muros.